# Johovac (Doboj)
Johovac (szerbül: Јоховац), település Bosznia-Hercegovinában, a Szerb Köztársaság északi régiójában Doboj községben. 

## Fekvése
A település Bosznia-Hercegovina északi részén, Dobojtól légvonalban 11, közúton 16 km-re észak- északnyugatra, a Boszna-folyó bal partjától nyugatra, a Krnjin-hegység keleti lejtőin, 170-202 méteres magasságban található. Nevét a helyi folyók völgyeiben ma is megtalálható gazdag égererdőkről kapta. A Krnjin-hegy alacsony, dombos lejtőin fekszik, amely a Boszna folyó völgyébe ágazik le, a Foča és a Lipica folyók szegélyezik. Ez az enyhe éghajlatú terület természeti szépségekben gazdag. A földterület és a terepviszonyok alkalmasak mezőgazdaságra, gyümölcstermesztésre és állattenyésztésre. A helység összeköttetésben áll az M17-es autópályával, és vasútállomással is rendelkezik a Bosanski Šamac - Sarajevo vasútvonalon.

## Népessége
| Nemzetiségi csoport | Népesség 1991 | Népesség 2013 |
| ------------------- | ------------- | ------------- |
| Szerb               | 71            | 34            |
| Bosnyák             | 5             | 0             |
| Horvát              | 1339          | 177           |
| Jugoszláv           | 50            | 0             |
| Egyéb               | 22            | 1             |
| Összesen            | 1487          | 212           |

## Története
A leletek tanúsága szerint, amint azt a Foča-folyó közelében található johovaci lelőhelyen feltárt településnyomok és fazekasleletek is bizonyítják, ezen a területen már a neolitikumban is laktak emberek. Amint azt a Veliki Prnjavor lelőhelyen található dombvidék (castra) régészeti maradványai is megerősítik teljes boszniai Posavinával együtt Johovac Dalmácia római provinciához tartozott. Maga a lelőhely nagyon fontos római útszakaszokon, észak-déli és kelet-nyugati irányú útvonalakon feküdt, amelyek a johovaci folyók völgyein keresztül vezettek. Azt a tényt, hogy ez a terület a korai történelemben lakott volt, a helynevek is bizonyítják (Gradina falu a közvetlen közelben található).
A népvándorlás idején délszlávok telepedtek meg ezen a területen, mely a 9. század elejére a korai horvát állam részévé vált. A horvátok megtéríése után ez a terület Trstivica zsupániához tartozott, amelynek létezését a Veliki Prnjavor területén található Szent Péter templom ásatásai bizonyítanak (a közelmúltban parasztok ásták a falakat, ősi kincsek maradványait keresve, azonban csak egy nagy kőtáblát találtak, amelyen ószláv nyelvű felirat volt, a tábla ma a szarajevói Nemzeti Múzeumban található). A horvát királyság összeomlása után ezt a területet a bosnyák királyok uralták. A 12. században Trstivica plébániát a Vrhbosnai püspökséghez csatolták, a plébánia pedig a Kraljeva Sutjeskában található kolostorhoz tartozott. A keresztény alapokon nyugvó civilizált társadalom felépítésében Boszniában a legnagyobb érdem minden bizonnyal a ferences szerzeteseknek köszönhető, akik 1291-ben érkeztek Boszniába, majd nem sokkal később a régióba, ahol a mai napig is jelen vannak. A Kotromanić család birtokaihoz tartozó Dobor várát (Modriča közelében) 1380 körül építették azzal a szándékkal, hogy megvédje a Bosnyák Királyság északi és keleti határait.
Bosznia 1463-as oszmán uralom alá kerülésével ez a régió a Magyar-Horvát Királyság részét képező Jajcai bánság része maradt. Dobor 1536-ban, Gázi Huszrev bég Szlavónia elleni támadásával került oszmán uralom alá. Az oszmánok a népet jobbágyokká tették, a régiót pedig katonai határőrvidékké változtatták. Bosznia elfoglalása után minden templomot és erődített várost leromboltak. És ezt a néppel való bántalmazás is követte. A nagy üldöztetések, fosztogatások és a törökök keresztényekkel szembeni közismert bánásmódja miatt az emberek a Száván túli területekre kezdtek költözni. A térség folyamatosan háborúban állt, mely miatt a lakosság szenvedett a legtöbbet. Az 1689-es bécsi vereség után a török hatóságok helyi segítők segítségével szisztematikusan terrorizálták a megmaradt katolikus lakosságot. 1697-ben a biztos halál elől menekülve a Plehan régió utolsó keresztényei (körülbelül 15 000 lélek) elhagyták otthonaikat, és a Száván túlra menekültek. Marijan Bogdanović apostoli vikárius 1768-as, a velikai plébániáról szóló jelentésében többek között ez áll: Fočában 37 katolikus ház és 486 katolikus, Johovacban 22 katolikus ház és 164 katolikus él.
Ismét évtizedekig tartó instabilitás, háborúk, erőszak és elvándorlás következett a térségben. 1780 körül erősebb bevándorlási hullám volt megfigyelhető Hercegovinából és Imotskiból, amely körülbelül 1820-ig tartott. Ezekhez az újonnan érkezőkhöz csatlakoztak a Kupresből, a boszniai Krajinából és Közép-Boszniából érkezők, és új plébániákat alapítottak. Ez azt mutatja, hogy a 19. század második felében az élet ismét mély gyökereket eresztett Bosznia ezen részén. Fočában, a templom mellett egy vendégházat építettek, ahol a lelkész és a káplán megszállt. 1808-ban kezdték vezetni a plébánián a születési, házassági és halálozási anyakönyveket. A Foča plébániát, amelyhez Johovac akkoriban tartozott, 1839-ben alapították a Velika (Plehan) plébániáról való leválasztással. A ferencesek már 1858-ban megalapították az első népiskolát.
A település 1878-ig tartozott az Oszmán Birodalomhoz, ekkor a berlini kongresszus határozata alapján az Osztrák-Magyar Monarchia része lett. 1879-ben az első osztrák-magyar népszámlálás során a Derventi járáshoz tartozó településnek 86 háztartása, 612 római katolikus és 11 ortodox lakosa volt. Az új kormány megépítette a Bosanski Brod – Doboj – Szarajevó – Ploče keskeny nyomtávú vasutat. Johovacban egy vasútállomást építettek raktárakkal és rámpákkal az áruk be- és kirakodásához. Naponta több száz ember utazott vonattal munkába és iskolába Doboj vagy Derventa irányába. Megnyíltak a különféle termékek, gabonafélék, gyümölcsök, gyógynövények stb. beszerzési pontjai. Ekkoriban fűrészmalmokat és tímárságokat is építettek. Nagy mennyiségben termesztettek aszalt szilvát. Áthaladt a falun Szarajevó - Bosanski Brod út, Modriča irányába vezető kereszteződéssel. Ez tette Johovacot a régió központjává. Sokan kaptak munkát és biztos megélhetést. Felépült egy négyosztályos iskola, a csendőrség épülete, üzletek, egy fogadó, kézművesek, szabók, fodrászok, cipészek nyitották meg üzleteiket. A kádárok tölgyfahordókat készítettek exportra. A falu gyorsan kezdett fejlődni, és már mintegy 100 házzal rendelkezett. Bosznia-Hercegovina belsejéből művelt horvátok költöztek a faluba, akárcsak az Osztrák Birodalom más részeiről érkező telepesek: csehek, szlovákok, magyarok, németek, olaszok és horvátországi horvátok. A falu egy kis Európává vált, gazdag kulturális élet zajlott benne. Az állomáson számos épületet építettek az alkalmazottak és családtagjaik számára. A környék tele volt városi szolgáltatásokkal, fasorokat és utcai világítást telepítettek. A település megkapta első parkját is padokkal a leendő utazók pihenőhelyére. Ahogy a vonatok áthaladtak ott, az utasok hideg vízzel frissítették fel magukat az újonnan épített kútból, mely a park közepén állt. Néhányan pedig egy közeli fogadóban vagy üzletben kerestek felfrissülést. Johova hölgyei és urai boldogan sétáltak a sugárúton. 1910-ben a Derventi járáshoz tartozó településen 161 háztartást, 1016 római katolikus, 12 ortodox és 1 evangélikus lakost találtak.
A monarchia szétesésével 1918-ban előbb a Szerb-Horvát-Szlovén Királyság, majd 1929-től a Jugoszláv Királyság része lett. 1921-ben a Derventi járáshoz tartozó községnek 1174 lakosa volt, melyből 1140 római katolikus, 33 ortodox szerb és 1 muszlim volt. Az 1929-es törvény értelmében, amikor Bosznia-Hercegovinát négy banovinára, Drinskára, Vrbaskára, Zetskára és Primorskára osztották, a település a Vrbaska banovina része lett, amelynek székhelye Banja Luka volt. A Habsburg uralom összeomlásával és a Jugoszláv Királyság megalakulásával megpróbálták fenntartani a gazdasági szintet, de a nagyszerb politika diktatúrája és a gyakori sztrájkok miatt a gazdaság lassan összeomlott. A Horvát Kulturális Társaság Bizottságán keresztül a Napredakot, a Danicát és más horvát sajtótermékeket 1926-ig terjesztették, amikor végleg betiltották azokat. Johovacban az első szervezett sporteseményeket az 1933-ban alapított „Sokol” sportegyesület szervezte. A falu 1933-ban új templomot épített a Vrisike nevű dombon. 1933-ban egy nagy árvíz miatt a Boszna folyó megváltoztatta a medrét, így jelentősen közelebb került a faluhoz. Azóta a termékeny Johovački polje nagy része az ellenkező oldalon található, ami megnehezítette a művelését, így idővel sok helyi lakos elhanyagolta ingatlanjait.
A huszadik század harmincas éveinek válsága ezt a vidéket is érintette. Éhség és szegénység uralkodott. Minden jel arra utalt, hogy valami még rosszabb következik. És valóban, 1941-ben kitört a második világháború, amely több száz johovaci lakos életét követelte. A második világháborúban Jugoszlávia megszállása után a Független Horvát Állam (NDH) része lett. A második világháború alatt Johovac a 14. Közép-boszniai Népi Felszabadító rohamdandár több hadműveletének helyszíne volt. A második világháború után 1992-ig a település a szocialista Jugoszlávia keretében a Bosznia-Hercegovinai Népköztársaság része volt. A kommunista kormányok a bolsevik Oroszország és az ottani kolhozok példájára építve megalakították az úgynevezett népi szövetkezeteket. Elvették a parasztok földjét, és kollektivizálásba taszították őket, amelyben előírják, hogy mennyi gabonát és húst kell leadniuk a Népi Bizottságnak, függetlenül attól, hogy marad-e belőle saját élelmezésre. Kivágták a fákat és elhanyagolták a területet. Így a gyomok az egész területet ellepték, minden arra utalt, hogy ez még nem a pusztítás vége. A vég néhány évtizeddel később jött el. Építettek egy mezőgazdasági kombinátot, építettek egy nyolcosztályos iskolát, egy többcélú termet a faluházban. Építettek egy új milíciaépületet, kaptak egy helyi hivatalt, postát, orvosi rendelőt, mezőgazdasági gyógyszertárat, vásárteret építettek és létrehoztak egy helyi közösséget. Két lakóépületet építettek az újonnan érkezett tisztviselőknek - többnyire szerbeknek (A faluban körülbelül 50 köztisztviselő volt, és egyetlen horvát sem volt köztük).
Sokan találtak munkát Johovacban, de a helyi lakosok nem. Pénzkeresetért Horvátországba vagy Szlovéniába kellett menniük, az 1970-es években pedig Németországba ideiglenes letelepedés céljából (ahol jó részük véglegesen is maradt), ezt ma gazdasági kivándorlásnak nevezik. A 60-as évek elején kaptak áramot, telefont és az első televíziókat. A 60-as évek közepén haladt át a Sarajevo-Bosanski Brod regionális út a falun. Helyi önerőből leaszfaltozták a településen átvezető utat, bevezették a közvilágítást. A jobb kommunikáció a világgal azonban nem hozta vissza a kiköltözőket Németországból, ellenben elősegítette az újak távozását.
Az 1992-es háborús események során a szerb nacionalisták a teljes nem szerb lakosságot kiűzték, a települést pedig, mind az épületeket, mind az infrastruktúrát szinte teljesen elpusztították. A boszniai háborút lezáró daytoni békeszerződés rendelkezése alapján az ország területét felosztották a Bosznia-hercegovinai Föderáció és a boszniai Szerb Köztársaság között. A békeszerződés utáni területmegosztási megállapodás értelmében a település a Boszniai Szerb Köztársasághoz és Doboj községhez került. Az elűzött lakosság kis részének visszatelepülése 2000-től kezdődött, de főként csak az idősek költöztek vissza a faluba.

## Sport
Az NK Budućnost Johovac labdarúgóklubot 1949-ben alapították, amelyet 1961-ben NK Johovacra neveztek át. A klub a doboji helyi bajnokságban szerepelt egészen az 1992-es háborúig.

## Oktatás
Mivel Johovacban 1934-ig nem volt általános iskola, a gyerekek a szomszédos Foča, Kotorsko és Kladare falvakba jártak. Az újonnan alapított johovaci iskola első, 35-40 diákból álló generációját egy tanár vezette, Ljerka Kudrina. Az iskolának csak egy terem volt, amelyben mind a négy osztályt tanították. Az iskolaépület a falu központjában állt, de a háború alatt leégett. A ma is látható betonalapok mutatják a faluban az iskolai oktatás kezdeteit. A felszabadulás után azonnal Zivojin Bursać magánházában kezdték az órákat. A nyolcosztályos oktatás 1956-tól kezdődött az új iskolaépületben, ahol a környező falvak diákjaival együtt 650-en tanultak. 1974-ben egy még kisebb iskolaépületet építettek, mert addig az iskola három műszakban működött. A helyiek támogatásának köszönhetően mindkét iskolaépületben bevezették a központi fűtést.

## Kultúra
A kulturális élet felszabadulás után vett új lendületet. Már a közösségi Ház 1947-es megépítése előtt is változatos kulturális és művészeti programokat szerveztek. A Ház megépítésével Johove és a környékbeli falvak fiataljai új esélyt kaptak az összejövetelre, és ösztönzést kaptak a nagyobb kulturális kreativitásra. A spontán módon összeállított programokból született meg a KUD „Budućnost" Kulturális és Művészeti Egyesület, amely két szekcióban (folklór és zene) körülbelül száz tagot számlált. A KUD Budućnostx programjai a régió eredeti népdalait, táncait mutatták be.

## Nevezetességei
- A Vrisike településrészen áll a Boldogságos Szűz Mária születésének temploma, mely a fočai plébánia filiája. A templom építése 1933-ban kezdődött Karl Pařik (Paržika) tervei alapján. A következő templomot (12x7 m) 1973/74-ben építették a régi, 1933-as templom alapjaira. A szerb csapatok 1992. május 8-án/9-én teljesen lerombolták.[8]

- A Szentháromság tiszteletére szentelt kápolnája.

## Fordítás
- Ez a szócikk részben vagy egészben  a   Johovac (Doboj, BiH) című horvát Wikipédia-szócikk ezen változatának fordításán alapul.  Az eredeti cikk szerkesztőit annak laptörténete sorolja fel. Ez a jelzés csupán a megfogalmazás eredetét és a szerzői jogokat jelzi, nem szolgál a cikkben szereplő információk forrásmegjelöléseként.